# Gonidea angulata
Gonidea angulata är en musselart som först beskrevs av I. Lea 1838.  Gonidea angulata ingår i släktet Gonidea och familjen målarmusslor. Inga underarter finns listade i Catalogue of Life.